# Adventure of a Lifetime
«Adventure of a Lifetime» és una cançó de la banda britànica Coldplay llançada com a primer senzill del seu setè àlbum d'estudi, A Head Full of Dreams, el 6 de novembre de 2015.
El tema fou rebut amb força entusiasme per part de la crítica musical, destacant per les bones vibracions i l'energia positiva que genera. A nivell de vendes fou un èxit mundial arribant al número en diversos països com Canadà i en la llista de rock alternatiu dels Estats Units, i dins les vint primeres posicions en tots els països importants.
La cançó estigué disponible com a material descarregable del videojoc musical Rock Band 4 a partir del 29 de desembre de 2015.

## Videoclip
El videoclip oficial fou dirigit per Mat Whitecross, que col·laborava amb la banda des de feia molts anys, i fou estrenat oficialment el 27 de novembre de 2015. La idea del videoclip va néixer quan Chris Martin, cantant de Coldplay, i Andy Serkis, actor expert en captura de moviments, van coincidir en un viatge en avió. El videoclip fou filmat als The Imaginarium Studios, on també es van rodar Rise of the Planet of the Apes, Avengers: Age of Ultron i Star Wars episodi VII: El despertar de la força. Per a la realització van animar mitjançant ordinadors els quatre membres de Coldplay com a ximpanzés utilitzant la tècnica de captura de moviments. Cada membre portava una vestimenta i maquillatge especial per fer la captura de moviments, a més d'un sistema de càmeres muntats al cap per enregistrar els moviments facials. L'animació, els efectes visuals i el disseny de moviment del videoclip van ser duts a terme per l'equip de producció de l'empresa francesa Mathematic.
El videoclip presenta un grup de ximpanzés a la selva que són amants de la música. Entre aquests en destaquen quatre (interpretats pels membres de Coldplay) que troben un altaveu enterrat entre fulles i comença a escoltar-se la cançó. El ximpanzé que simula Chris Martin va cantant la cançó mentre crida a la resta del grup i es desplaça per la selva caminant i saltant utilitzant lianes. Llavors comencen a ballar i es troben els instruments per començar a tocar la cançó (una bateria, un baix i una guitarra elèctrica). A poc a poc es van acostant altres ximpanzés i en la resta del videoclip realitzen una coreografia tots junts.

## Llista de cançons
| 1. | «Adventure of a Lifetime» | 4:24 |

| 1. | «Adventure of a Lifetime» (Radio Edit) | 3:43 |

| 1. | «Adventure of a Lifetime» (Matoma Remix) | 4:11 |

## Crèdits
Coldplay
- Guy Berryman – baix, teclats
- Jonny Buckland – guitarra solista, teclats
- Will Champion – bateria, programació
- Chris Martin – cantant, piano

Músics addicionals
- Merry Clayton – veus addicionals
- Mikkel S. Eriksen i Tor Erik Hermansen – instruments addicionals, producció, mescles
- Phil Tan – mescles d'àudio